# بوبي فيت
بوبي فيت (بالإنجليزية: Bobby Fite)‏ مواليد 22 أكتوبر 1968 في دالاس، الولايات المتحدة، هو ممثل أمريكي بدأ مسيرته الفنية سنة 1974.

## الأعمال
- ذا دوكس اوف هازرد
- جوال تكساس ووكر

## الجوائز
| السنة     | الجائزة             | الفئة                         | النتيجة | مرجع. |
| --------- | ------------------- | ----------------------------- | ------- | ----- |
| 1982–1983 | جائزة الفنان الصغير | أفضل ممثل شاب في مسلسل كوميدي | رُشِّح     |       |

## روابط خارجية
- بوبي فيت على موقع IMDb (الإنجليزية)
- بوبي فيت على موقع أول موفي (الإنجليزية)
- بوبي فيت على موقع قاعدة بيانات الفيلم (الإنجليزية)